# 13449 Margaretgarland
13449 Margaretgarland è un asteroide della fascia principale. Scoperto nel 1960, presenta un'orbita caratterizzata da un semiasse maggiore pari a 3,1037913 UA e da un'eccentricità di 0,1051981, inclinata di 11,00205° rispetto all'eclittica.